# Хурр аль-Амили
Хурр аль-Амили, Мухаммад ибн Хасан ибн Али ибн Хусейн (8 раджаба 1033 г. хиджры/26 апреля 1624 г. — 21 рамадана 1104 г. хиджры/26 мая 1693 г.) — шиитский хадисовед эпохи Сефевидов, автор свода хадисов «Васаил аш-шиа» (ар.: وسائل الشیعه), принадлежавший к ахбаритскому направлению.

## Образование
Хурр аль-Амили начал получать традиционное шиитское религиозное образование в своём родном селении аль-Масгара в Джабаль Амиль на юге Ливана. В число его первых учителей входили его отец и два его дяди по отцовской и материнской линии. Он также посещал занятия в соседней деревне Джаба, где учили прославленные учителя, среди которых были Хасан ибн Зайн ад-Дин Амили (ум. 1011 г. хиджры/1602 г. н. э.), автор труда «Аль-Маалим фи-д-дин», а также другие знаменитые шиитские учёные того времени: Джабаль Амиль (сын Второго Мученика) и Хусейн ибн Хасан ибн Юнус Захири, первым выдавший Хурру аль-Амили иджазу — официальное разрешения на преподавание исламских наук.

## Путешествия и контакты
Первые 40 лет своей жизни Хурр аль-Амили провёл в родной стране — Ливане. За этот период он дважды совершил хадж, а также зиярат в священные шиитские города в Ираке (Кербелу, Ан-Наджаф, Самарру и Багдад). Однако самым значимым путешествием в его жизни стала поездка в Иран. В частности, во время посещения столицы империи Сефевидов — Исфахана — Хурр аль-Амили встречался со знаменитым богословом Мухаммадом Бакиром Маджлиси. Эта встреча произвела глубокое впечатление на обоих учёных и переросла в тесное взаимодействие. Так, Хурр аль-Амили и Алламе Маджлиси одновременно выдали друг другу иджазу на передачу хадисов.
Кроме того, в ходе своего визита в империю Сефевидов Хурр аль-Амили был удостоен аудиенции шаха Сулеймана I (ум. 1105 г.
хиджры/1694 г. н. э.), в ходе которой последний принял учёного с особым почётом и уважением.
Хурр аль-Амили так и остался в Иране, поселившись в священном городе Мешхед, в котором он прожил вплоть до своей смерти и был похоронен. Что касается заявлений некоторых исследователей, будто бы Хурр аль-Амили скончался в Йемене, то они признаны несостоятельными с научной точки зрения.
В шиитских богословских кругах Хурра аль-Амили называют «одним из трёх Мухаммадов, собравших хадисы этой религии», из которых двое других — это Мухаммад Бакир Маджлиси и Мухаммад Кашани, более известный как Мохсен-е Файз.
Хурр аль-Амили был плодовитым автором. В шиитских библиографических источниках приводится список его многочисленных трудов в разных областях исламских наук, среди которых следует особо выделить хадисоведение (илм аль-хадис) и юриспруденцию (илм аль-фикх и илм усул аль-фикх). Кроме того, он был известен как поэт и полемист, дискутировавший с последователями суфизма.

## Самые значимые труды
- Наиболее известной из работ Хурра аль-Амили является его монументальный свод «Тафсил васаил аш-шиа иля ахкам аш-шариа», в основу которого легли четыре шиитских канонических сборника (аль-кутуб аль-арба‘а) — «Аль-Кафи», «Ман ла йахдуруху-ль-факих», «Аль-Истибсар», «Тахзиб аль-ахкам», равно как и множество других источников. Отличительной особенностью данного труда стала скрупулёзная классификация, данная автором собранному материалу[7].
- Другой известный сборник хадисов за авторством Хурра аль-Амили носит название «Аль-Джавахир ас-санийа фи-ль-ахадис аль-кудсиййа». Он включает в себя исключительно хадисы категории кудси — то есть священные, считающиеся словами Аллаха[5].
- Ещё один свод хадисов, составленный Хурром аль-Амили, — «Исбат аль-худат би-н-нусус ва-ль-му‘джизат» — включает в себя предания о праве двенадцати имамов на руководство уммой, а также о совершённых ими чудесах.
- В труде «Амаль аль-амиль фи улама Джабаль Амиль» Хурр аль-Амили собрал ценную информацию о шиитских богословах Ливана, в частности, являвшихся выходцами из его родного селения.

В числе других его работ — антисуфийский трактат «Рисала иснаашариййа фи-р-радд ала-с-суфийа» («Трактат двунадесятников, опровергающий взгляды суфиев»).
- Как поэт Хурр аль-Амили стал автором дивана, включающего в себя приблизительно 20 000 стихотворных строф. Среди его стихов — дидактические поэмы (манзум), большинство из которых представляют собой панегирики и оды пророку Мухаммаду и двенадцати имамам[8].